# Aeroporto de Aomori
Aeroporto de Aomori (青森空港 Aomori Kūkō) (IATA: AOJ, ICAO: RJSA) é um aeroporto regional localizado a 11,2 km (7,0 mi) do sul-sudoeste da estação de Aomori [2] em Aomori, uma cidade da prefeitura de Aomori no Japão.

## História
O primeiro aeroporto de Aomori foi inaugurado em 1964, na antiga cidade de Namioka, com uma única pista de 1200 x 30 metros projetada para uso com a aeronave NAMC YS-11. O aeroporto estava localizado a uma altitude de 200 metros em um vale rodeado de montanhas, o que dificultava as operações durante as intempéries. A pista foi alongada para 1350 metros em 1971, alargada para 45 metros em 1972 e ampliada para 1400 metros em 1973. O edifício do terminal foi expandido em 1974 e novamente em 1978.
No entanto, devido às limitações geográficas do local existente, o trabalho de design começou em um novo aeroporto em sua localização atual, a sudeste do centro de Aomori. As novas instalações foram inauguradas em 1987 com uma única pista de 2000 x 60 metros, com um sistema ILS. A pista foi estendida para 2500 metros em 1990. Toda a Nippon Airways iniciou operações para Tóquio a partir de 1994.
Em 1995, o prédio do terminal do aeroporto foi remodelado e certificado como adequado para operações internacionais. A Korean Air iniciou operações para Seul e a Siberian Airlines para Khabarovsk no mesmo ano.
Em 1998, a Air Nippon iniciou suas operações no aeroporto de Sendai. No entanto, o uso do aeroporto de Aomori  ficou abaixo das projeções, e o serviço foi cancelado após um ano. Em abril de 2003, a All Nippon Airways retirou-se das operações da Aomori, passando suas rotas para a Skymark Airlines, que por sua vez cessou suas operações para Aomori a partir de novembro do mesmo ano. A Siberian Airlines parou seus voos para Aomori em 2004.
A pista foi ampliada para 3000 metros em 2005 e o sistema de pouso por instrumento foi atualizado para lidar com condições de nevoeiro Cat-3a em 2007.
A linha ferroviária de alta velocidade Tōhoku Shinkansen foi ampliada para a Aomori em 2010, adicionando intensa competição na rota Aomori-Tóquio.
A prefeitura de Aomori  tem considerado a privatização do aeroporto desde 2012.

## Incidentes
Dois aviões de combate F-16 Falcon  da Força Aérea dos Estados Unidos em um voo de treinamento, na vizinha Base Aérea de Misawa, fizeram um pouso de emergência no aeroporto de Aomori em 26 de abril de 2010 devido a problemas do motor. Em um incidente semelhante, vários anos depois, dois F-16 da Misawa fizeram um pouso de emergência no aeroporto de Aomori em 15 de abril de 2015 devido a um vazamento de óleo do motor em uma das aeronaves. O governador de Aomori, Shingo Mimura, exigiu que os militares dos EUA tomem medidas para evitar uma recorrência.